# Povoado das Mesas do Castelinho
O Povoado das Mesas do Castelinho é um sítio arqueológico localizado perto da aldeia de Santa Clara-a-Nova, na freguesia de Santa Clara-a-Nova e Gomes Aires, no município de Almodôvar, em Portugal. Corresponde a uma povoação que foi fundada no calcolítico, e depois ocupada durante os períodos romano e islâmico. Embora as ruínas fossem conhecidas pelo menos desde os finais do século XIX, só em 1948 é que foi feito o primeiro estudo aprofundado. As ruínas foram parcialmente destruídas pelo proprietário dos terrenos em 1986, iniciando um ciclo de intervenções arqueológicas no local. O sítio foi classificado como Imóvel de Interesse Público em 1990.

## Descrição
O Povoado das Mesas do Castelinho está situado a cerca de dois quilómetros de distância da localidade de Santa Clara-a-Nova, na Herdade de Monte Novo do Castelinho. Está inserido num local isolado, numa região do interior, bastante afastada da orla costeira. A cerca de 400 m de distância encontra-se outro importante monumento funerário, a Necrópole do Monte Branco.
Está limitado em três lados por linhas de água, a Ribeira de Mora e dois barrancos, criando desta forma defesas naturais, tendo acesso apenas pelo lado Sul. O sítio arqueológico em si ocupa uma área de cerca de quatro hectares, tendo o povoado em si uma dimensão de cerca de 250 m por uma largura média de 100 m., estando orientado principalmente de Norte para Sul. Foi construído em cima de duas plataformas anexas, uma a Norte, de maiores dimensões e de forma trapezoidal, e outra a Sul, de forma circular e mais alta. As plataformas ganharam esta aparência devido à presença das muralhas, que retiveram os sedimentos ao longo dos anos, criando um acidente geográfico conhecido como mesa ou meseta, que deu o nome ao sítio arqueológico. Pode-se ainda verificar a existência de uma terceira plataforma, que circunda parcialmente a plataforma Sul, e que é particularmente visível pelo lado ocidental. Na plataforma A foram encontrados os vestígios de ocupação durante a Idade do Ferro e os períodos romano e islâmico, enquanto que a plataforma B concentra vários arruamentos da época romana.
Em termos de espólio, foram descobertas peças de cerâmica do calcolítico, dos finais da Idade do Bronze, da Idade do Ferro, e do domínio romano, consistindo estas em ânforas e terra sigillata itálica da Gália e da Hispânia. Também daquele período, foram recolhidos vestígios de ossos, e peças metálicas, como moedas, argolas e fíbulas. Uma das principais peças encontradas foi uma estela funerária, com uma inscrição na Escrita do sudoeste.
O conjunto das Mesas do Castelinho está classificado como Imóvel de Interesse Público.

### Cultura popular
O sítio das Mesas do Castelinho está associado a uma lenda popular da aldeia de Santa Clara-a-Nova, no qual uma moradora isolada no Monte do Castelinho foi visitada durante a noite por uma mulher, que afirmou que vivia debaixo da terra em conjunto com um "homem lagarto", que daria sorte e fortuna a quem o abraçasse. Acreditava-se que estas e outras pessoas viviam em casas debaixo do chão nas Mesas do Castelinho, lenda criada provavelmente devido à presença das ruínas abaixo do nível do solo.

## História

### Ocupação original
O sítio das Mesas do Castelinho foi originalmente um povoado fortificado, sendo um exemplo dos chamados povoados de ribeiro, núcleos situados perto de linhas de água, que faziam parte do povoamento pré-romano na região Sudoeste da Península Ibérica. Segundo os vestígios encontrados, o povoamento da região terá sido iniciado ainda durante o calcolítico e na Idade do Bronze, embora a ocupação do povoado em si só se tenha iniciado posteriormente, podendo ser dividida em três grandes fases distintas, correspondentes à fundação e ocupação original, o contacto com a civilização romana, e depois um reaproveitamento das estruturas durante o domínio muçulmano.

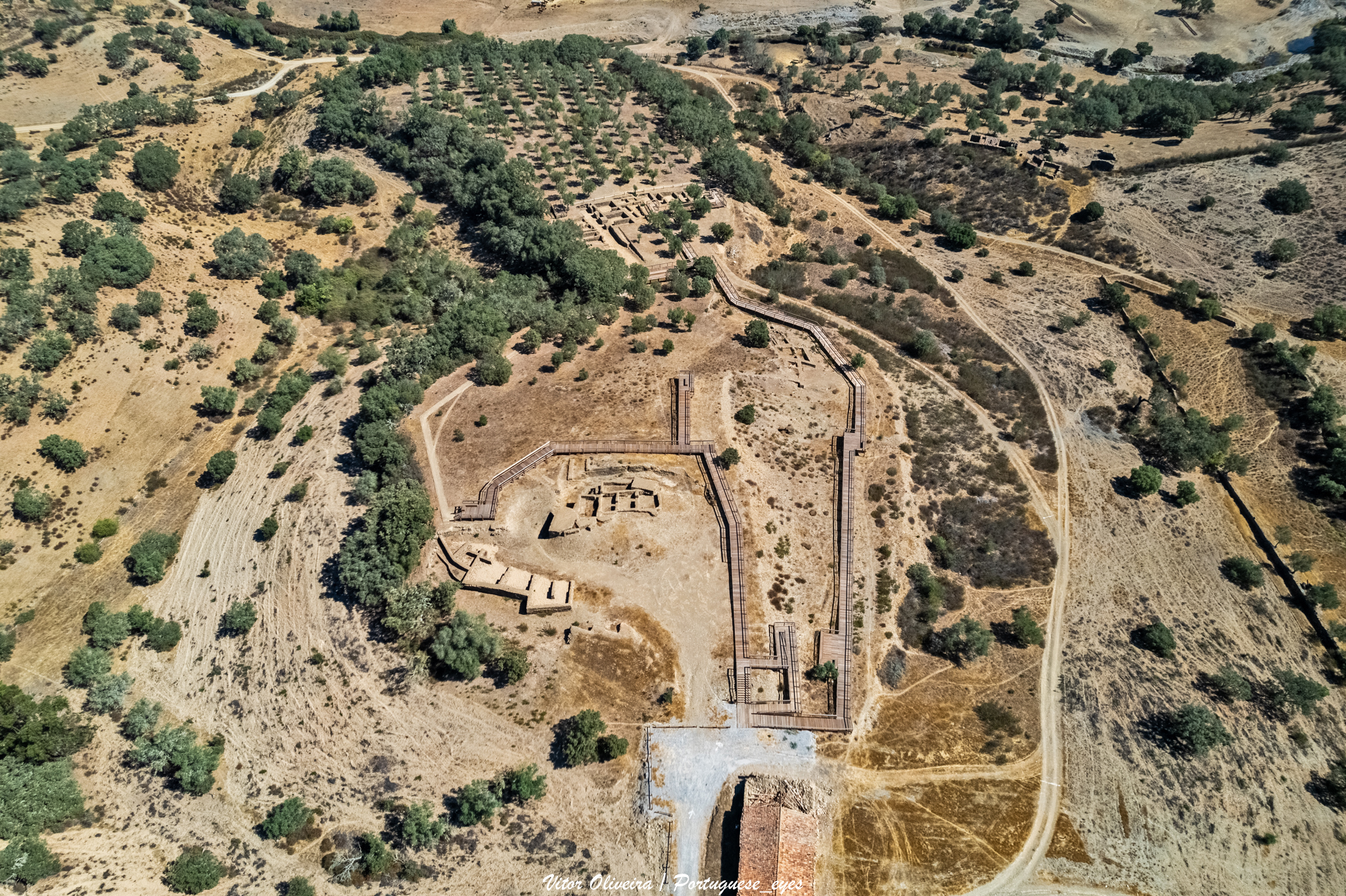
Vista aérea geral das ruínas do Povoado das Mesas do Castelinho, em Agosto de 2022.

#### Fundação
A primeira fase iniciou-se na transição do quinto para o quarto século a.C., durante a Idade do Ferro, e terminou nos finais do século I ou princípios do século II d.C.. Corresponde à fundação do povoado das Mesas do Castelinho, tendo sido escolhido um local estratégico do ponto de vista de defesas naturais, e que permitia controlar um dos caminhos que ultrapassavam a cadeia montanhosa entre as regiões do Alentejo e do Algarve. Com efeito, a zona de Almodôvar é uma divisão natural entre a cadeia de montanhas do Norte do Algarve e as extensas planícies do Alentejo, sendo percorrida por caminhos que atravessavam as montanhas, noção que se prolongou até à idade contemporânea, com a instalação da Estrada Nacional n.º 2 e da Autoestrada n.º 2. A existência destas vias de comunicação e a proximidade do Rio Guadiana fizeram desta região um centro de ocupação durante a antiguidade. Desta forma, apesar do seu aparentemente isolamento geográfico, situado numa zona interior e afastado da costa, o povoado ainda conseguia ter acesso ao resto da região, através das rotas terrestres. Esse contacto ficou patente nos fragmentos de várias ânforas, cujas formas apontam para o transporte de diversas mercadorias que não podiam ser encontradas no interior, como produtos piscícolas da orla marítima, e nas moedas encontradas no local e que ligam à cidade de Myrtilis (posterior Mértola). Com efeito, Myrtilis foi um importante pólo regional, que através da ligação ao Rio Guadiana permitiu unir o Alentejo ao Mediterrâneo. As trocas comerciais não se faziam só com o litoral, como se pode comprovar pela existência de ânforas produzidas a nível local ou na mesma região, embora utilizando modelos púnicos. Apesar da posição privilegiada do ponto de vista defensivo e de comunicações, a área em que se enquadra o povoado não apresenta uma grande capacidade para produção agrícola, devido à pobreza dos seus solos xistosos, possuindo uma flora composta sobretudo por azinheiras, estevas e sobreiros. Ao mesmo tempo, também não foram encontradas provas de uma indústria mineira no povoado, pelo que a sua principal função económica seria a pecuária.

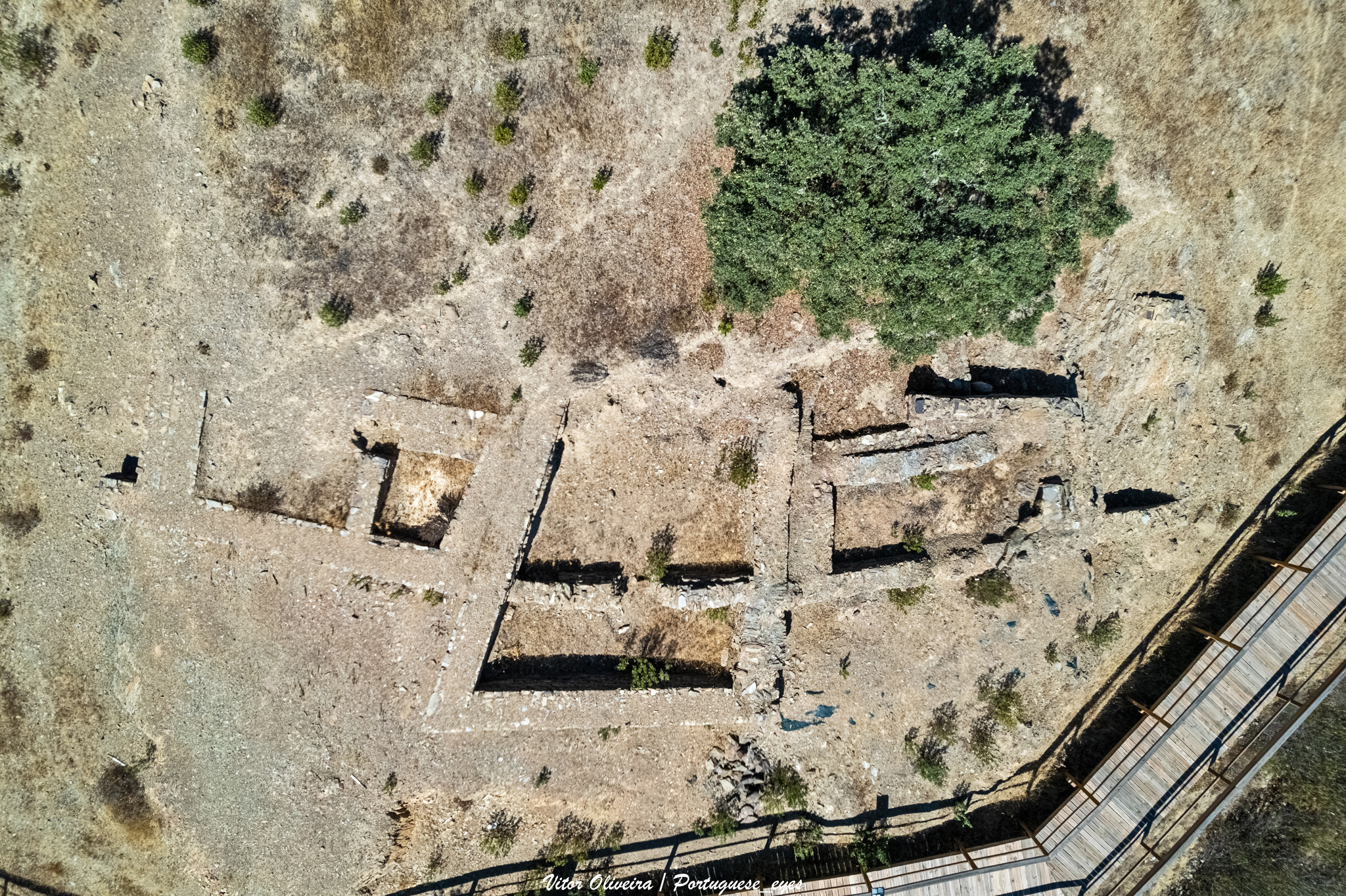
Vista aérea de parte das ruínas, em Agosto de 2022.

#### Períodos romano e islâmico
A segunda fase iniciou-se imediatamente após a primeira, e integra o domínio romano da Península Ibérica. Principia na transição do segundo para o primeiro século a.C., numa fase em que já se tinha estabelecido o controlo militar sobre a Península Ibérica, e em que já se tinham iniciado os esforços para a sua organização territorial. A ocupação do povoado durante este período pode ser comprovada pela presença de muitos vestígios materiais, especialmente contentores em cerâmica, de formas típicas daquela cronologia. Esta fase terá sido relativamente pacífica, não se encontrando quaisquer sinais de violência. Muito pelo contrário, os romanos desenvolveram consideravelmente o povoado, reorganizando-o num traçado de forma ortogonal. Provavelmente, neste período já teriam desaparecido as muralhas originais. A povoação terá sido depois abandonada, terminando assim o segundo período de ocupação do local.
A terceira e última fase de ocupação corresponde ao repovoamento do sítio das Mesas do Castelinho durante o período Omíada, entre os séculos X e XI. Esta ocupação foi feita através da construção de um aglomerado urbano de tipologia rural na plataforma inferior, enquanto que na superior foi edificado um pequeno castelo em cima do antigo povoado, então já em ruínas.

### Redescoberta

#### Primeira fase
O sítio arqueológico foi referenciado por José Leite de Vasconcelos no seu artigo Excursão pelo Baixo-Alentejo, na revista O Archeologo Português, de 1933, onde relatou uma visita à região do Baixo Alentejo em 1897. Nessa altura, foi informado da existência de vários vestígios antigos no concelho, incluindo o «Castelinho», descrito como «muralha num cerro» e «cidade amuralhada». Perto do Castelinho, também foi descrita a existência de «uma muralha antiga grossa» na «herdade da Horta dos Moiros».
Em 1948, João de Almeida inseriu o povoado das Mesas do Castelinho num roteiro dos monumentos militares, descrevendo-o como uma almenara do período muçulmano. Cerca de dez anos depois, foi referenciado de forma pormenorizada pelos arqueólogos Abel Viana e Octávio da Veiga Ferreira e pelo pároco local, António Serralheiro, com fotografias tiradas no local. No artigo alertaram para a necessidade de proceder a escavações, antes que as ruínas fossem destruídas por máquinas agrícolas, o que realmente sucedeu alguns anos depois. A partir dessa altura o povoado passou a estar no conhecimento da comunidade científica, tendo sido integrado na Idade do Ferro e nos finais da Idade do Bronze. No entanto, em 1986 cerca de um terço das ruínas foram arrasadas pelo proprietário, utilizando maquinaria pesada, sob o pretexto de encontrar um tesouro, provavelmente motivado pelas lendas populares associadas ao local. Foram abertas valas que destruíram a maior parte dos vestígios na plataforma Sul, embora tenham atingido apenas parcialmente a segunda plataforma, uma vez que parte dos terrenos naquela área pertenciam a outro dono.

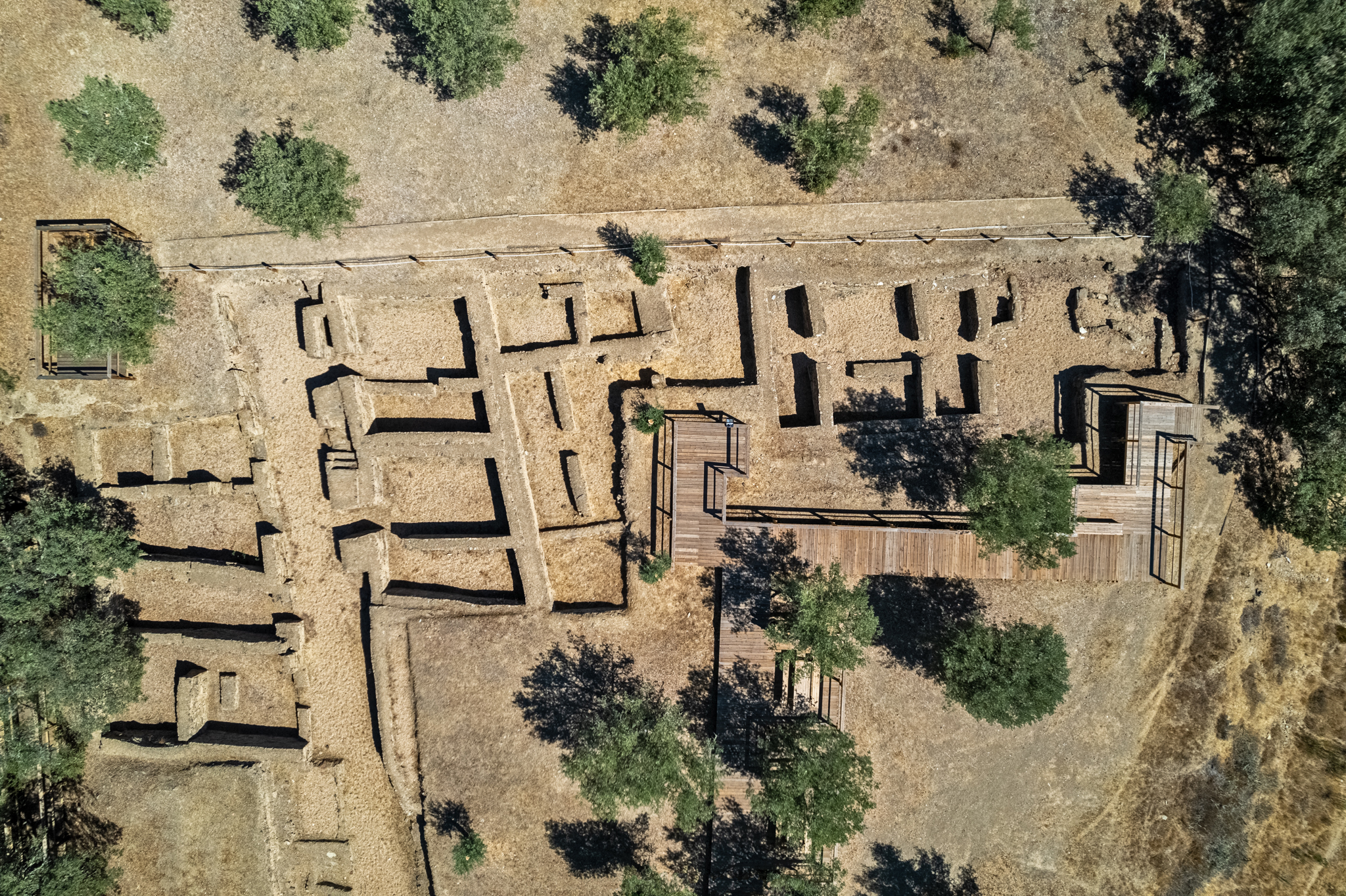
Vista aérea de parte das ruínas, em Agosto de 2022.

#### Segunda fase
Na sequência deste processo de destruição, iniciaram-se os esforços para estudar e preservar o sítio arqueológico, incluindo a aquisição dos terrenos por parte do estado. Com efeito, as intervenções arqueológicas no povoado iniciaram-se logo em 1987, tendo continuado com uma frequência anual ao longo de cerca de três décadas, com poucas interrupções. Os primeiros trabalhos foram dirigidos por Carlos Jorge Alves Ferreira, do Departamento de Arqueologia do Instituto Português do Património Cultural, e incluíram a limpeza dos estragos provocados em 1986 e o levantamento topográfico das ruínas. Em 1988, os professores Carlos Fabião e Amilcar Guerra foram convidados para dirigir as intervenções arqueológicas no local. Em 1989, iniciaram-se várias campanhas arqueológicas, como parte de um programa de colaboração com os Serviços Regionais de Arqueologia da Zona Sul do Instituto Português do Património Cultural. Estas pesquisas tiveram como principais objectivos estudar o povoado, de forma a descobrir a sua organização e os períodos de ocupação, preservar as estruturas mais importantes, e recolher o espólio arqueológico para proceder ao seu tratamento e futura exposição. Entre 1989 e 1992 estudou-se o sector A1, relativo ao forte omíada, e desde esse ano até 1994 foi escavado um grupo de edifícios do período republicano romano junto ao castelo. Em 1994 começaram-se a estudar os níveis de terreno correspondentes à segunda idade do ferro. O estudo do sector A2, situado a Sudoeste do primeiro, iniciou-se em 1992 mas foi interrompido até 1995 devido a problemas financeiros. Uma das valas abertas em 1996 destruiu a estratigrafia entre os dois sectores, pelo que a Oeste da plataforma foi criado o sector A3, de forma a conciliar os dados encontrados nas duas primeiras áreas. Ao mesmo tempo também principiaram os trabalhos na segunda plataforma, inicialmente apenas para reparar os estragos causados pelo proprietário. Em 1996 começaram as escavações nesta área, primeiro no sector B1, e de 1997 a 2002 no sector B2, correspondendente ao lado sudoeste, tendo estas últimas sido prolongadas para Este, na parte que foi identificada como sector B3. Em Setembro de 1997, vários estudantes universitários e licenciados que estavam a trabalhar nas Mesas do Castelinho também colaboraram nas escavações do sítio arqueológico romano de Monte Novo do Castelinho.
Antes de se iniciarem os trabalhos, apenas se tinha uma ideia muito básica do sítio arqueológico, sabendo-se apenas vagamente os períodos em que tinha sido ocupado, embora já se tivesse conhecimento que as ruínas encerravam uma grande riqueza, em termos patrimoniais e científicos. Ao longo de um período de cerca de vinte anos, conseguiu-se identificar uma cronologia mais concreta para a sua ocupação. O sítio arqueológico das Mesas do Castelinho foi classificado como Imóvel de Interesse Público pelo decreto 29/90, de 17 de Julho. Em 5 de Setembro de 2008, foi feito um dos principais achados no sítio arqueológico, quando foi encontrada uma estela funerária, numa rua da zona romana.
Em 2015, foi inaugurado o Museu Arqueológico e Etnográfico Manuel Vicente Guerreiro na aldeia de Santa Clara-a-Nova, onde foram expostas peças da etnografia local e o espólio do sítio arqueológico das Mesas do Castelinho. Em 2016, foi apresentada a comunicação Mesas do Castelinho (Almodóvar): uma conquista do turismo arqueológico no Baixo Alentejo durante o seminário Patrimonio Sostenible, no Museu de Arte Romano de Mérida. Esteve planeada a instalação de um centro de interpretação nas Mesas do Castelinho, tendo a autarquia chegado a comprar uma propriedade para esse fim. No entanto, e apesar de terem sido conseguidos os fundos comunitários, em 2008 as obras ainda não tinham avançado, devido à falta do apoio financeiro por parte do estado.

## Leitura recomendada
- VIANA, Abel; FERREIRA, O. da V.; SERRALHEIRO, P. A. (1957). «Apontamentos arqueológicos dos concelhos de Aljustrel e Almodôvar». XXIII Congresso Luso‐Espanhol para o progresso das ciências. Coimbra: Associação Portuguesa para as Ciências Históricas e Filológicas. p. 461 a 470
- FABIÃO, Carlos; GUERRA, Amílar (1988). Trabalhos no povoado fortificado de Mesas do Castelinho - Almodôvar. Lisboa: [s.n.]
- GUERRA, Amílcar; FABIÃO, Carlos (1990). Trabalhos no povoado fortificado de Mesas do Castelinho, Almodôvar ‐ 1989. Lisboa: [s.n.]
- Mesas do Castelinho, Almodôvar. A campanha 2 ‐ 1990. Lisboa: [s.n.] 1991
- «O povoado fortificado de Mesas do Castelinho, Almôdovar». Actas das IV Jornadas Arqueológicas. Lisboa: Associação dos Arqueólogos Portugueses. 1991. p. 305‐319
- Mesas do Castelinho, Almodôvar. A campanha 3 ‐ 1991. Lisboa: [s.n.] 1992
- FERREIRA, C. J. A. (1992). «Escavações no povoado fortificado das Mesas do Castelinho (Almodôvar), Relatório Preliminar». Vipasca (01). Aljustrel: Unidade de Arqueologia de Aljustrel. p. 19‐37
- «Uma fortificação Omíada em Mesas do Castelinho (Almodôvar)». Arqueologia Medieval (2). Porto: Afrontamento. 1993. p. 85‐102
- Mesas do Castelinho, Almodôvar. Campanha 4 ‐ 1992. Lisboa: [s.n.] 1993
- Mesas do Castelinho, Almodôvar. Campanha 5 ‐ 1993. Lisboa: [s.n.] 1994
- FERREIRA, C. J. A. (1994). «Mesas do Castelinho». Informação Arqueológica. Lisboa: Instituto Português do Património Arquitectónico. p. 99-101
- «As ocupações antigas de Mesas do Castelinho, resultados preliminares das campanhas de 1990‐92». Actas das V Jornadas Arqueológicas da Associação dos Arqueólogos. Volume II. Lisboa: Associação dos Arqueólogos Portugueses. 1994. p. 275‐289
- Mesas do Castelinho, Almodôvar. Campanha 6 ‐ 1994. Lisboa: [s.n.] 1995
- Mesas do Castelinho, Almodôvar. Campanha 7 ‐ 1995. Lisboa: [s.n.] 1996
- GUERRA, Amílcar; FABIÃO, Carlos; RAMOS, A.; PIRES, I.; PINTO, M.; MELRO, S.; LAÇO, T. (1997). Mesas do Castelinho, Almodôvar. Relatório da 8.ª Campanha de Escavações Arqueológicas (1996). Lisboa: [s.n.]
- FABIÃO, Carlos; GUERRA, Amílcar; LAÇO, T.; RAMOS, A.; MELRO, S. (1998). Mesas do Castelinho, Almodôvar. Relatório de Campanha 9 ‐ 1997. Lisboa: [s.n.]
- GUERRA, Amílcar; FABIÃO, Carlos; RAMOS, A.; PIRES, I.; BRITO, M. (1999). Mesas do Castelinho, Almodôvar. Campanha 10 ‐ 1998. Lisboa: [s.n.]
- FABIÃO, Carlos; GUERRA, Amílcar; LAÇO, T.; RAMOS, A.; MELRO, S. (2000). Mesas do Castelinho, Almodôvar. Relatório de Campanha 11 ‐ 1999. Lisboa: [s.n.]
- FERNANDES, I. C. (coord.) (2001). «Mesas do Castelinho, Almodôvar: uma fortificação rural islâmica do Baixo Alentejo». Mil anos de fortificações na Península Ibérica e no Magreb (500‐1500): Actas do Simpósio Internacional sobre Castelos. Lisboa: Edições Colibri e Câmara Municipal de Palmela. p. 171‐176
- GUERRA, Amílcar; FABIÃO, Carlos; RAMOS, A.; SAMUEL, M.; LAÇO, T.; NOBRE, M. (2002). Mesas do Castelinho, Almodôvar. Relatório de Campanha 13 ‐ 2001. Lisboa: [s.n.]
- FABIÃO, Carlos; GUERRA, Amílcar; LAÇO, T.; RAMOS, A. (2001). Mesas do Castelinho, Almodôvar. Relatório de Campanha 12 ‐ 2000. Lisboa: [s.n.]
- FABIÃO, Carlos; GUERRA, Amílcar; LAÇO, T.; RAMOS, A. (2003). Mesas do Castelinho, Almodôvar. Relatório de Campanha 14 ‐ 2002. Lisboa: [s.n.]
- FABIÃO, Carlos; GUERRA, Amílcar; LAÇO, T.; ALMEIDA, R. (2004). Mesas do Castelinho, Almodôvar. Relatório de Campanha 15 ‐ 2003. Lisboa: [s.n.]
- FABIÃO, Carlos; GUERRA, Amílcar; ALMEIDA, R.; RAMOS, C. (2006). Mesas do Castelinho, Almodôvar. Relatório de Campanha 16 ‐ 2005. Lisboa: [s.n.]
- FABIÃO, Carlos; GUERRA, Amílcar; ROCHA, A; ESTRELA, S. (2006). Mesas do Castelinho, Almodôvar. Relatório de Campanha 17 ‐ 2005. Lisboa: [s.n.]
- «Mesas do Castelinho (Almodôvar): um projecto com vinte anos». Al‐madan. Série 2 (16). Almada: Centro de Arqueologia de Almada. 2008. p. 92‐105
- FABIÃO, Carlos; GUERRA, Amílcar; ROCHA, A.; ESTRELA, S. (2007). Mesas do Castelinho, Almodôvar. Relatório de Campanha 18 ‐ 2006. Lisboa: [s.n.]
- FABIÃO, Carlos; GUERRA, Amílcar; ROCHA, A.; ESTRELA, S. (2008). Mesas do Castelinho, Almodôvar. Relatório de Campanha 19 ‐ 2007. Lisboa: [s.n.]
- Mesas do Castelinho, Almodôvar. Relatório de Campanha 19 ‐ 2008. Lisboa: [s.n.] 2009
- PARREIRA, J. (2009). As ânforas romanas de Mesas do Castelinho (Tese de Mestrado em Arqueologia). Faculdade de Letras da Universidade de Lisboa
- KOCH, John T. (2011). Tartessian 2: The Inscription of Mesas Do Castelinho. Ro and the Verbal Complex. Preliminaries to Historical Phonology (em inglês). Aberystwyth: University of Wales, Centre for Advanced Welsh and Celtic Studies. ISBN 1907029079